# ویرجینیا بالیستریری
ویرجینیا بالیستریری (ایتالیایی: Virginia Balistrieri؛ ‏ ۱۵ ژانویهٔ ۱۸۸۸ – ۷ دسامبر ۱۹۶۰) بازیگر اهل ایتالیا بود.
او در سال ۱۹۱۴ میلادی در فیلم گم‌گشته در تاریکی بازی کرد که یکی از فیلم‌های آغازین جنبش نئورئالیسم ایتالیایی محسوب می‌شود.
از فیلم‌های دیگری که وی در آن‌ها نقش داشته است، می‌توان به شاهین نیل، غیرت روستایی و تبهکاران اشاره نمود.